# Млинці

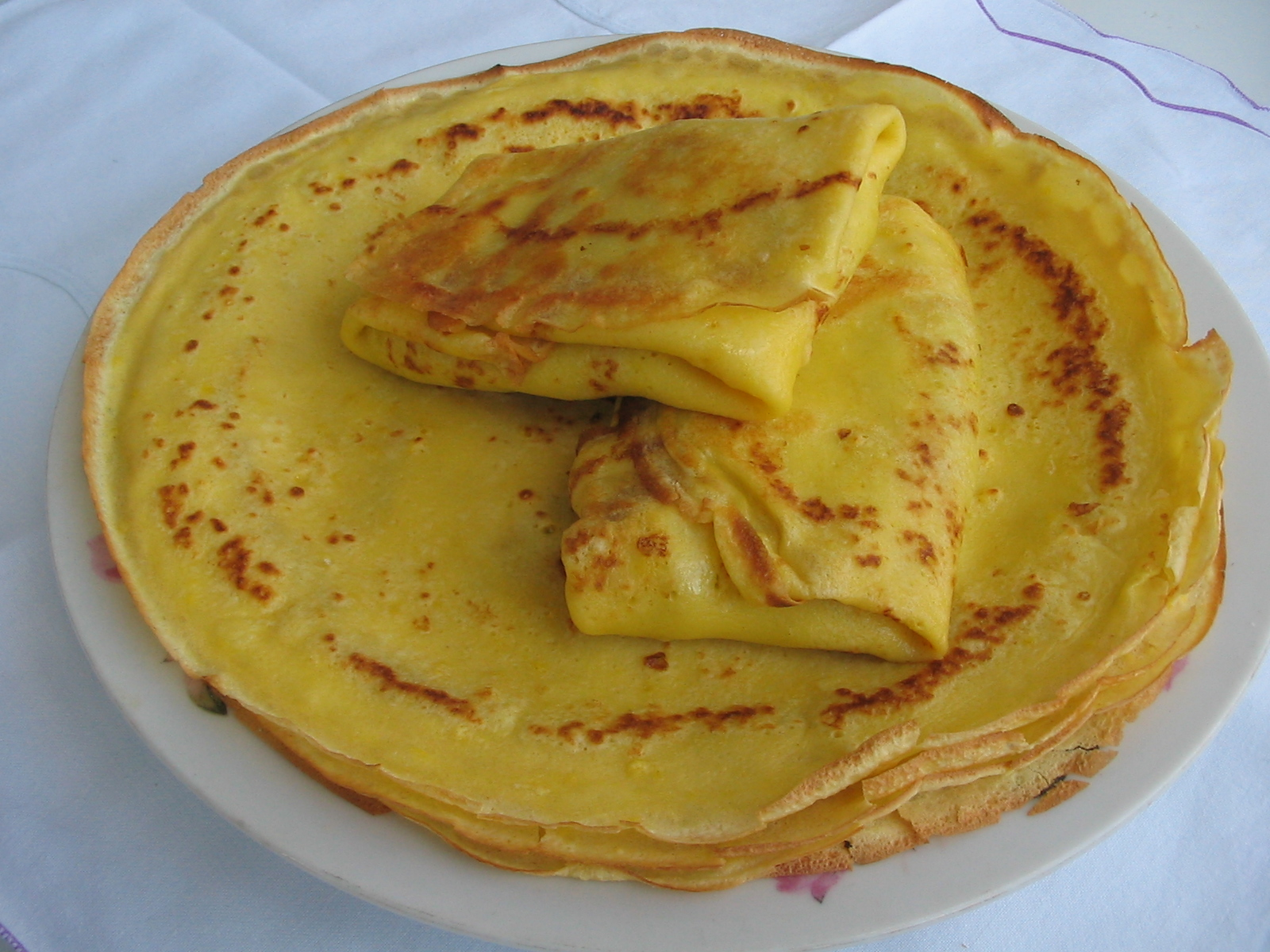

Млинці, заст. ляпуни́ — страва з прісного яєчного рідкого тіста на гарячій сковороді, змащеній жиром. Млинці подають з різними закусками або начиненими. В українські кухні млинці можуть готуватися з пшеничного, кукурудзяного чи гречаного (гречаники) борошна або пшона чи манки.

## Назва
Слово «млинець» (прасл. *mlinъ) пов'язане з *melti («молоти») і означає «корж з меленого борошна».

## Налисники

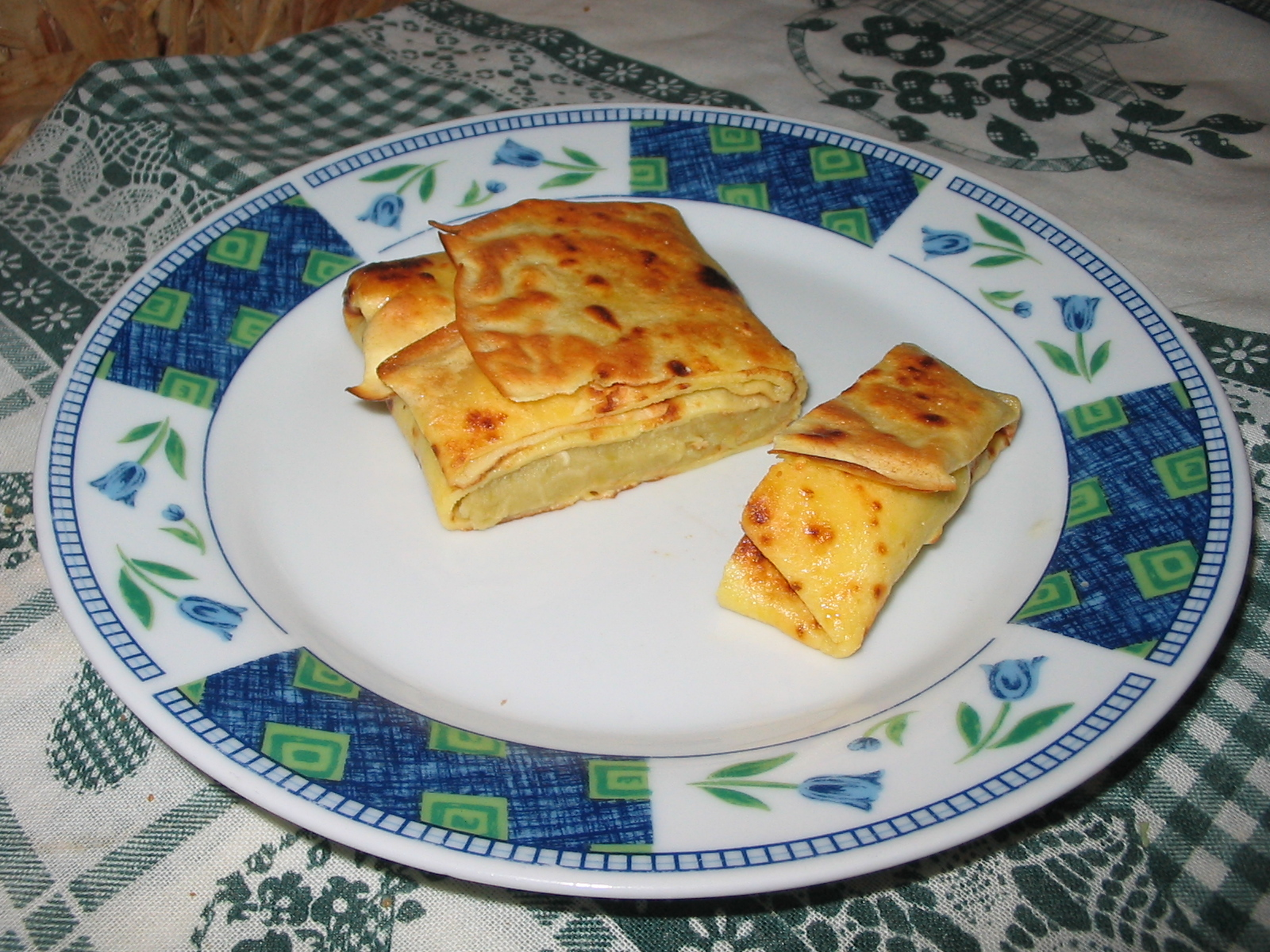
Налисники з начинкою

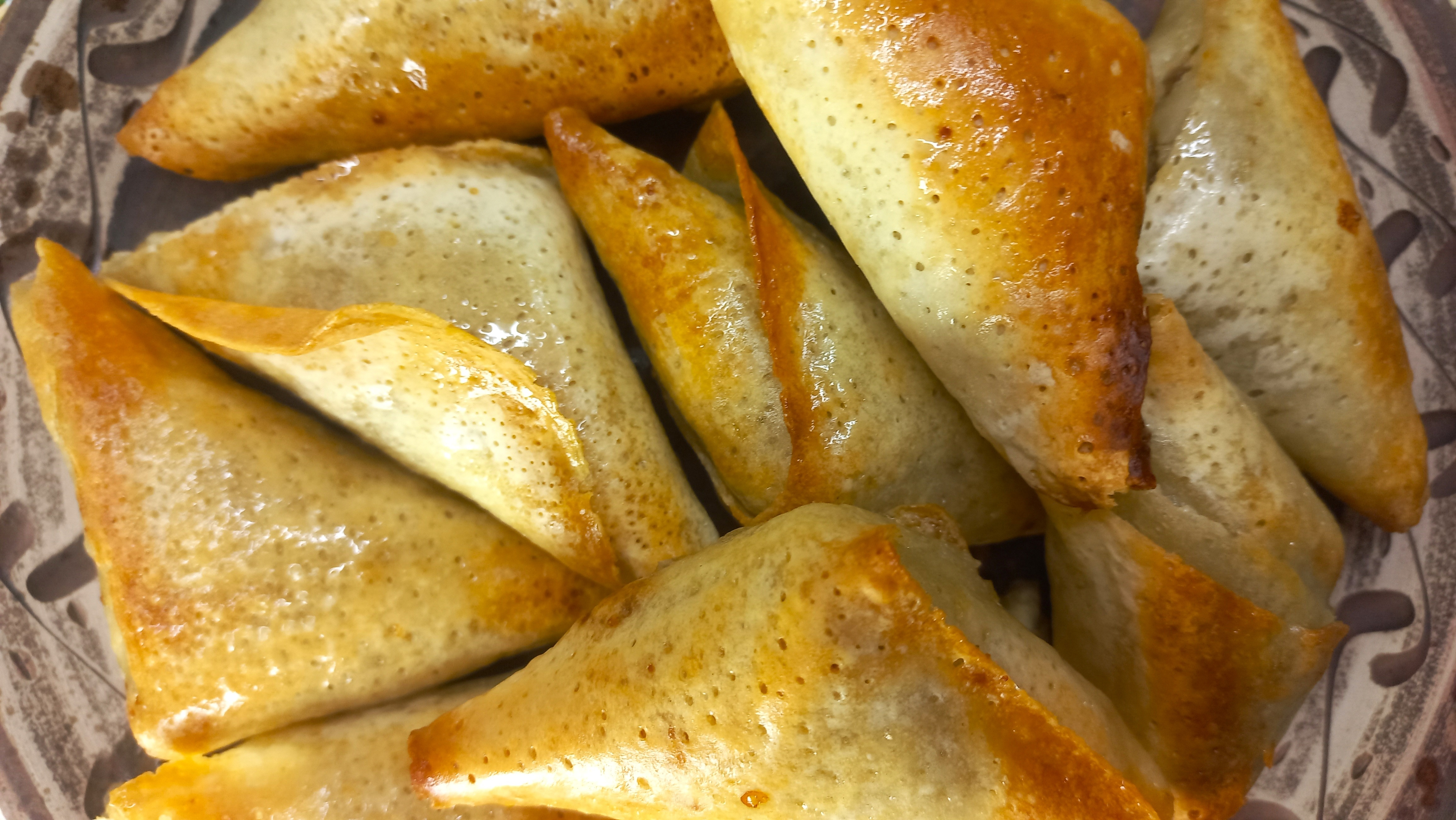
Бендерики

Нали́сники — це тонкі млинці з начинкою, найчастіше з кисломолочним сиром.
Млинці для налисників виготовляють з прісного яєчного рідкого тіста на гарячій пательні, змащеній жиром. Налисники начиняють домашнім сиром, варенням, грибами, м'ясом, ягодами, родзинками, відвареними крупами, риб'ячою ікрою тощо.
Подають зі сметаною чи закусками.
Це традиційна страва української кухні.
У польській кухні млинці з начинкою називаються налєшніки (пол. naleśnik).

## У кухнях інших народів
У французькій кухні популярною стравою є млинці-крепи.